# Patrice Chéreau
Patrice Chéreau (2. listopadu 1944 Lézigné, Maine-et-Loire – 7. října 2013 Clichy, Hauts-de-Seine) byl francouzský operní a divadelní režisér, filmový tvůrce, scenárista, režisér a herec, držitel mnoha filmových a divadelních cen. V mezinárodním kontextu je nejznámější coby tvůrce filmu Královna Margot z roku 1994.

## Život a kariéra

### Mládí
Jeho rodiči byli malíř Jean-Baptiste Chéreau a grafička Marguerite Pelicier. Navštěvoval školu v Paříži a brzy se začal zajímat o umění, film, divadlo a hudbu.
Již ve věku dvanácti let navrhl divadelní kulisy a v patnácti letech byl znám pařížským uměleckým kritikům jako divadelní talent. Začal studovat na Sorbonně, ale studium nedokončil a v devatenácti letech se stal profesionálním divadelním režisérem.

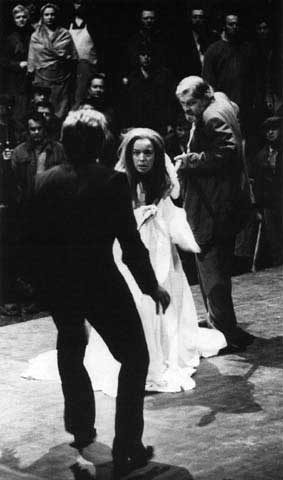
Prsten Nibelungův, Hudební slavnosti v Bayreuthu

### Opera
V roce 1969 byl Chéreau poprvé angažován jako režisér operního představení, kterým bylo provedení díla L'Italiana in Algeri (Italka v Alžíru) od skladatele Gioacchina Rossiniho.
Jeho další významnou operní produkcí byl operní cyklus Prsten Nibelungův (Ring des Nibelungen) německého skladatele Richarda Wagnera, který Chéreau režíroval ve svých 31 letech v rámci Hudebních slavností v Bayreuthu roku 1976 u příležitosti stého výročí tohoto festivalu. Právě na prvním ročníku festivalu v roce 1876 se konala premiéra některých částí cyklu v tehdy nově postaveném a otevřeném Festivalovém divadle v Bayreuthu. Chéreau při této produkci spolupracoval s francouzským hudebním skladatelem a dirigentem Pierrem Boulezem, který jej k režírování Wagnerova operního cyklu doporučil. Provedení cyklu v roce 1976 pod režií Patrice Chéreaua se stalo natolik významným, že je doposud označováno jako "Prsten století" (Jahrhundertring). Tím bylo chápání tohoto díla posunuto do moderní doby.
Chéreauova kariéra operního režiséra byla mimořádně bohatá a zahrnovala spolupráci s mnoha operními scénami. Uvedl díla od dalších význačných operních skladatelů, jakými byli například Jacques Offenbach, Alban Berg, Richard Strauss a Leoš Janáček. Režíroval také několik her francouzského dramatika Bernarda-Marie Koltèse.

### Film
Jeho filmovým režisérským debutem byl snímek La Chair de l'orchidée (1975).
V roce 1983 vytvořil film Poraněný člověk s tématem prostituce o problematickém vztahu mladého homosexuála a starších mužů. Protože Chéreau byl sám homosexuál, film byl pro něj do jisté míry osobním a společně s francouzským spisovatelem Hervém Guibertem pracovali na scénáři šest let.
V roce 1994 vytvořil mezinárodně úspěšnou adaptaci Dumasova románu Královna Margot (La reine Margot) s Isabelle Adjaniovou v hlavní roli, za kterou získal několik filmových cen. Ve filmu je mimořádně realisticky zobrazena krutost masového vyvraždění hugenotů ve Francii v 16. století, tzv. Bartolomějské noci.
Kromě filmové režie se na filmech podílel i mnoha dalšími způsoby, například byl producentem a také hercem.

### Osobní život
Chéreau udržoval dlouholetý vztah se svým oblíbeným hercem Pascalem Greggorym. Jen zřídka se zajímal o témata spojená s homosexualitou. Zemřel ve věku 68 let na karcinom plic.